# 3704-es mellékút (Magyarország)
A 3704-es számú mellékút egy valamivel kevesebb, mint 13,5 kilométeres hosszúságú, négy számjegyű mellékút Borsod-Abaúj-Zemplén vármegye északi részén; a 3-as főút ináncsi szakaszától húzódik Abaújszántóig.

## Nyomvonala
Ináncs északnyugati külterületei között ágazik ki a 3-as főútból, annak a 215+100-as kilométerszelvénye közelében, nagyjából délkeleti irányban. Mintegy 800 méter után átszeli a Felsőzsolca–Hidasnémeti-vasútvonal vágányait, Ináncs megállóhely térségének keleti szélénél, s a síneken túl már belterületen halad tovább, Kossuth Lajos utca néven. A központban, a második kilométerét elhagyva északkeletnek fordul és Rákóczi utca lesz a neve, így is lép ki a településről, kicsivel a harmadik kilométere előtt.
Hernádszentandrás határai között folytatódik, és körülbelül 3,5 kilométer után egy elágazáshoz ér: északkeleti irányból a 3706-os út csatlakozik hozzá, maga a 3704-es út pedig délkeletnek fordulva folytatódik. Hamarosan eléri a község első házait, melyek közt a Fő utca nevet veszi fel, de alig több mint 5,2 kilométer megtétele után már újból külterületek között húzódik.
5,9 kilométer után lépi át Pere határát, 6,3 kilométer megtételét követően pedig eléri a Hernád folyását, amit híddal keresztez. A túlparton már egyből Pere házai között folytatódik, a központig Rákóczi utca, a falu keleti részében pedig Kossuth Lajos utca néven. A névváltásnál beletorkollik észak felől a Gibárttól idáig húzódó 3707-es út, illetve állami közútnak számít még a faluban a 37 603-as számú mellékút is, amely a 3704-est és a 3707-est köti össze, azokkal együtt egy háromszögletű térbe zárva a község katolikus templomát. A 3704-es út körülbelül 7,5 kilométer megtétele után lép ki erről a településről és 9,6 kilométer után hagyja el teljesen annak területét.
Abaújszántó az útjába eső utolsó település, melynek első házait nagyjából 11,7 kilométer megtételét követően éri el, ott kelet felé haladva. Hamarosan eléri a Szerencs–Hidasnémeti-vasútvonal vágányait, előbb azok irányát követve maga is délnek fordul, a Perei út nevet felvéve, majd – a 12+200-as kilométerszelvénye közelében – újból kelet felé kanyarodik és átszeli a vágányokat. Nem sokkal ezután áthalad a Szerencs-patak felett is, majd a kisváros református templomát elhagyva, a 12+700-as kilométerszelvénye táján délnek fordul és Rákóczi utca lesz a neve. Így is ér véget, a város belterületének déli részén, beletorkollva a 3703-as út 17+950-es kilométerszelvényénél lévő körforgalomba.
Teljes hossza, az országos közutak térképes nyilvántartását szolgáló kira.kozut.hu adatbázisa szerint 13,414 kilométer.

## Települések az út mentén
- Ináncs
- Hernádszentandrás
- Pere
- Abaújszántó